# Palazzo del Giardino

Il Palazzo del Giardino negli anni '70

Il palazzo del Giardino, chiamato anche Palazzo Ducale del Giardino, è un palazzo storico che si trova a Parma, all'interno del Parco Ducale.
Attualmente ospita il Comando Provinciale dei carabinieri di Parma e una delle sedi del RIS (Reparto investigazioni scientifiche dell'Arma dei carabinieri). È prevista la sua destinazione a sede di rappresentanza dell'Autorità europea per la sicurezza alimentare (EFSA).
Questo palazzo non va confuso con la residenza ufficiale della duchessa Maria Luigia, che si trovava nell'attuale piazzale della Pace, tra la Pilotta e il Palazzo della Provincia. Il vecchio Palazzo Ducale venne distrutto il 13 maggio 1944, assieme a parti della Pilotta e al teatro Reinach, da un bombardamento aereo della seconda guerra mondiale.

## Storia

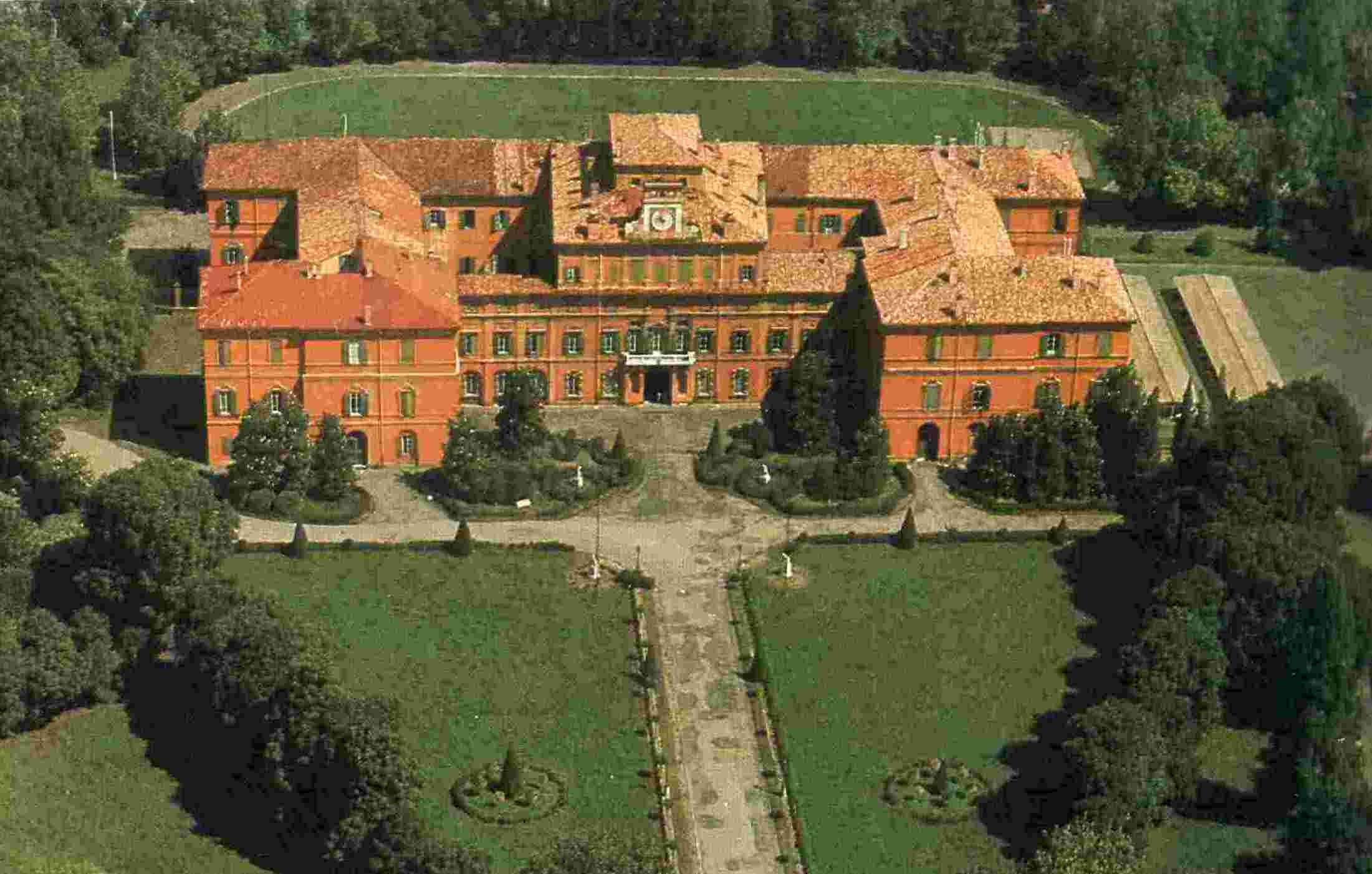
Veduta aerea negli anni '70.

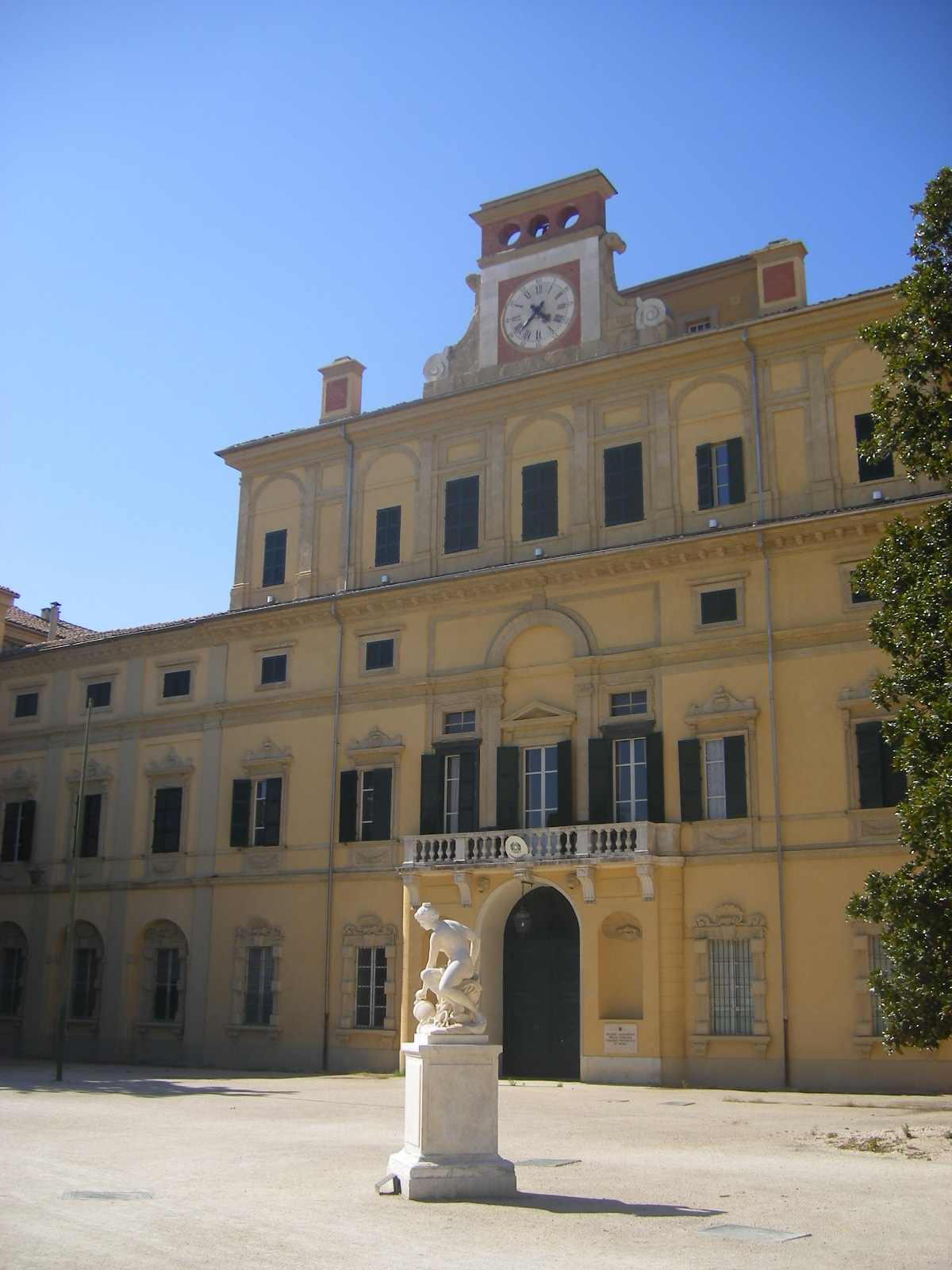
Facciata

Il palazzo venne costruito a partire dal 1561 per ordine del duca di Parma Ottavio Farnese e fu sede della corte ducale fino alla seconda metà del Seicento, quando la sede del ducato fu trasferita in altri palazzi situati a fianco della Pilotta.
La sua costruzione si rese necessaria per dotare il ducato di Parma e Piacenza di una sede stabile per la corte. Venne scelta un'area nei pressi di una torretta ideata dagli  Sforza e il progetto fu affidato a Jacopo Barozzi detto il Vignola. I lavori di costruzione furono diretti da Giovanni Francesco Testa. La tipologia era quella delle dimore fiorentine e romane che gli stessi Farnese stavano edificando in quegli anni (tra cui il Palazzo Farnese di Roma e quello di Caprarola).
Davanti al palazzo fu costruita da Giovanni Boscoli una grandiosa fontana, con numerose statue e giochi d'acqua che la resero all'epoca molto famosa. Si dice che i viaggiatori che passavano da Parma non mancassero di visitarla. Il Vitelli, in una lettera scritta a Pico della Mirandola, sosteneva che le celebrate fontane di Caprarola non valevano nulla in confronto a questa. Fu interamente demolita nella seconda metà del Settecento, forse a causa dei problemi di salubrità che essa poneva, in occasione dei lavori di ammodernamento del palazzo apportati dal Petitot.
La decorazione delle sale fu affidata a vari artisti di spicco dell'epoca, tra cui Girolamo Mirola, Jacopo Zanguidi detto il Bertoja, Agostino Carracci, Carlo Cignani, Jan Soens, Cesare Baglioni, Giovanni Battista Trotti detto il Malosso e Luca Reti. Già all'inizio del Seicento il palazzo fu modificato e ampliato, prima da Simone Moschino e poi da Girolamo Rainaldi, che aggiunsero i cortili e gli avancorpi laterali all'iniziale struttura a pianta quadrilatera.
Il palazzo raggiunse il massimo splendore durante il governo di Ranuccio Farnese, ma durante il regno di suo figlio Odoardo, assorbito da impegni militari e poco attento alla vita di corte, andò incontro a un progressivo abbandono. Negli ultimi due decenni del Seicento il nuovo duca Ranuccio II Farnese diede avvio ad opere di rinnovo del palazzo e del giardino ducale. Nel Settecento fu soprattutto l'architetto francese Ennemond Petitot a rinnovare l'aspetto del palazzo.
Dopo l'Unità d'Italia il palazzo ospitò la Scuola di Applicazione di Fanteria e Cavalleria. Durante la seconda guerra mondiale subì un bombardamento aereo che causò gravi danni. Al termine del conflitto il palazzo del Giardino si presentava in gran parte devastato a causa degli eventi bellici.
La bandiera dell'Istituto meritò, per questo, la Medaglia d'Argento al Valor Militare con la seguente motivazione: "Culla di alti insegnamenti, che forgiò tante giovani generazioni di Ufficiali educandole alle leggi del dovere e del sacrificio, nella critica notte dell'armistizio, respinta l'intimazione di resa, affrontava una impari lotta contro forze più volte superiori, costituendo un baluardo contro il quale urtavano invano scelte fanterie avversarie. Né le perdite, né il successivo intervento di mezzi corazzati nemici riuscivano a fiaccarne la tenace volontà di resistenza. Dopo più ore di accanita lotta, desisteva dal combattimento solo in seguito ad ordine superiore, suggellando con il sangue generoso dei suoi difensori le sue tradizioni di valore e di fedeltà all'onore militare". (Parma - 8/9 settembre 1943).
Dopo i combattimenti del settembre 1943 vi furono anche atti di vandalismo compiuti da ignoti che avevano libero accesso al palazzo.
L'opera di ricostruzione trovò notevoli intralci di ordine burocratico, fino a quando nel 1953 il palazzo del Giardino diventò sede del Comando della Legione dei Carabinieri di Parma. I lavori di ricostruzione dell'ala sud-ovest del palazzo, completamente distrutta, iniziarono solo nel 1959 e terminarono nel 1968. Dal 2004 il palazzo è stato oggetto di una serie di interventi di restauro e valorizzazione. Alcuni di questi interventi sono stati realizzati anche grazie ai fondi del Gioco del Lotto, in base a quanto regolato dalla legge 662/96.

## Opere d'arte
Al piano terra si trovano opere di Cesare Baglioni, dipinte nei primi anni del Seicento. Un monumentale scalone settecentesco porta a un grande salone al primo piano, detto Sala degli Uccelli per il soffitto ornato con decorazioni a stucco e a fresco di Benigno Bossi, rappresentanti 224 specie di uccelli.

Da questo salone si accede ad alcune stanze che conservano opere d'arte realizzate nel periodo dei Farnese:
- Sala di Alcina - È la sala più antica del palazzo, decorata con affreschi realizzati da Girolamo Mirola verso il 1568 con la collaborazione di Jacopo Zanguidi detto "il Bertoja", con scene tratte dal VI libro dell'Orlando Furioso.
- Sala dell'Aetas Felicior (o "Sala del Bacio") - Affrescata dal Bertoja fra il 1570 e il 1573 con scene rappresentanti il mito di Venere e Amore. La sala è prende il nome dall'iscrizione in latino Aetas Felicior che campeggia su una cornice che corre lungo il soffitto. È chiamata anche "del Bacio" per la scena della danza con il particolare del bacio che si intravede fra colonne trasparenti di cristallo, creazione tipica del tardo manierismo, dove lo spazio è sfruttato come strumento d'illusione naturalistica.
- Sala d'Orfeo - Affrescata dal Mirola e dal Bertoja fra il 1568 e il 1570, con scene della storia d'amore di Orfeo intervallate da figure architettoniche.
- Sala di Erminia - Decorata nel 1628 con affreschi del bolognese Alessandro Tiarini, con scene tratte dalla Gerusalemme liberata. Vi sono anche decorazioni a stucco di Carlo Bossi raffiguranti un intreccio di rami.
- Sala dell'Amore - La volta è affrescata da Agostino Carracci con tre rappresentazioni dell'Amore: l'amore materno (Venere che guarda il figlio Enea mentre si dirige verso l'Italia), l'amore celeste fra Venere e Marte e quello umano fra Peleo e Teti. Il Carracci morì nel 1602 prima di terminare il lavoro, che fu completato nel 1679-80 da Carlo Cignani con altre rappresentazioni dell'Amore.
- Sala delle leggende - Tre pareti della stanza sono affrescate con scene dipinte da Giovan Battista Trotti detto "il Malosso", realizzate tra il 1604 e il 1619: Giove che incorona Bacco accompagnato da Venere; il sacrificio di Alcesti; Circe ridà la forma umana ai compagni di Ulisse. Nella parete vicino alla finestra ci sono due affreschi del fiammingo Jan Soens.

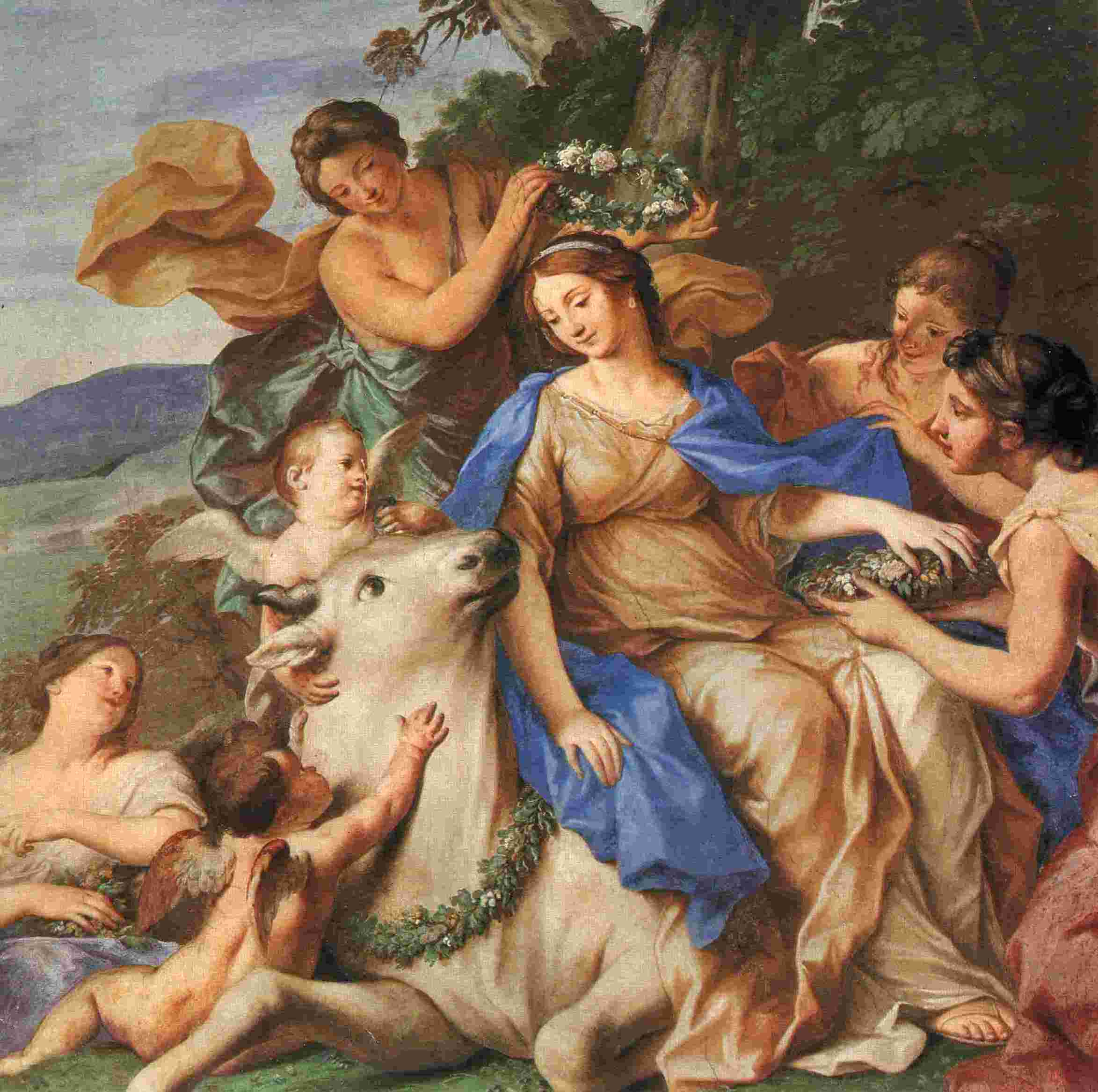
Carlo Cignani, Ratto di Europa (particolare).
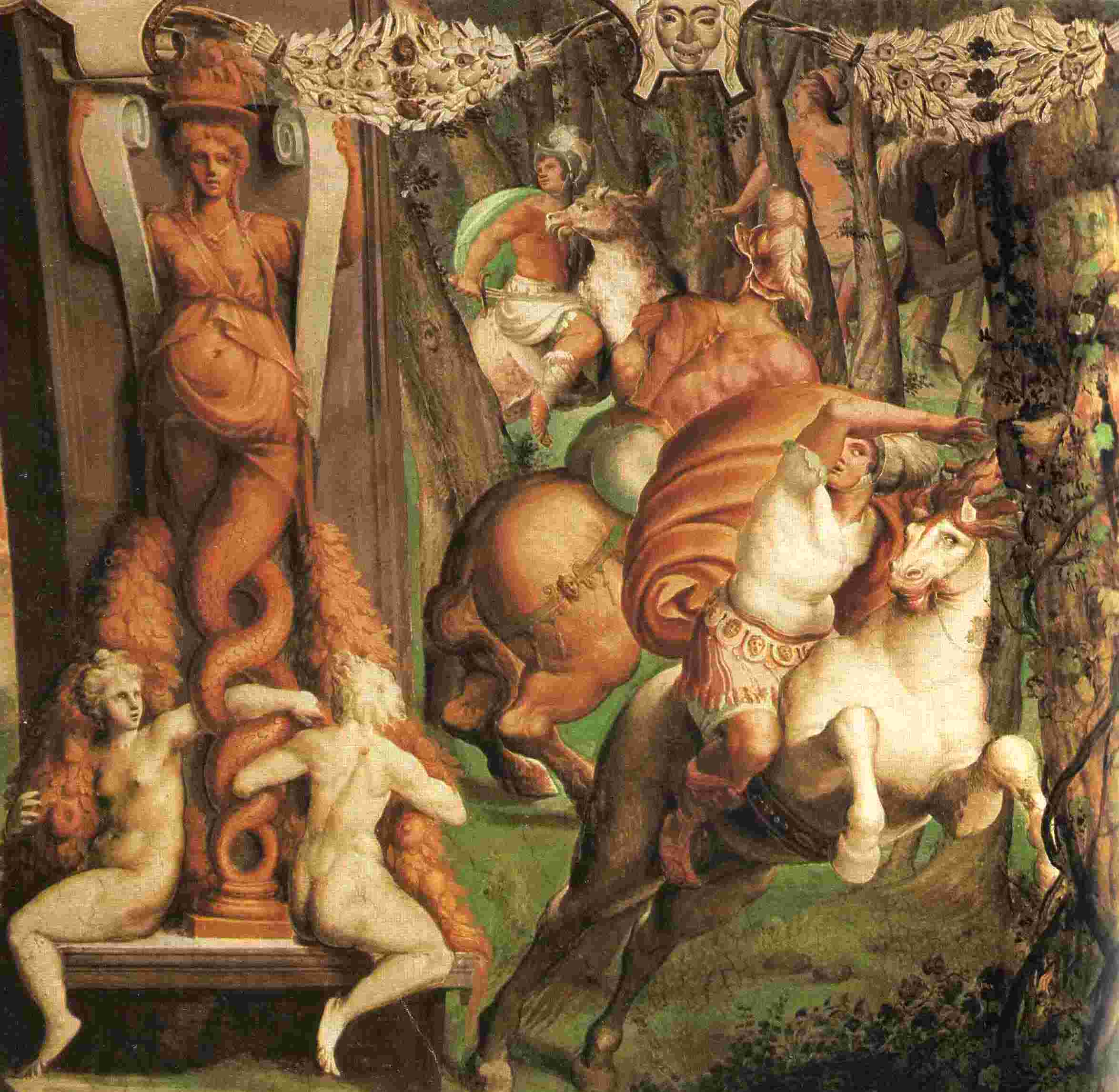
Jacopo Zanguidi, affresco nella sala Aetas Felicior (particolare).
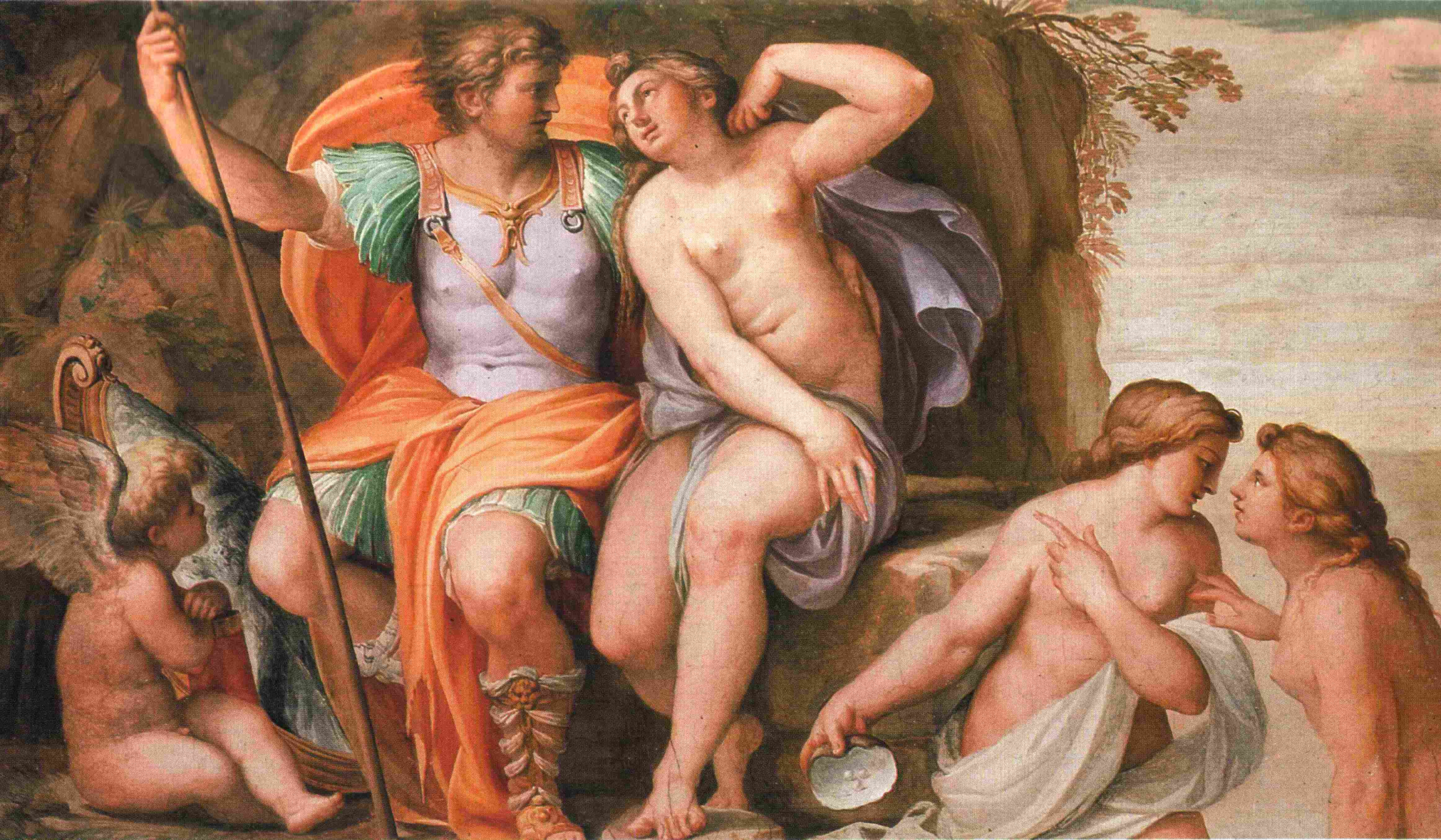
Agostino Carracci, Venere e Marte.
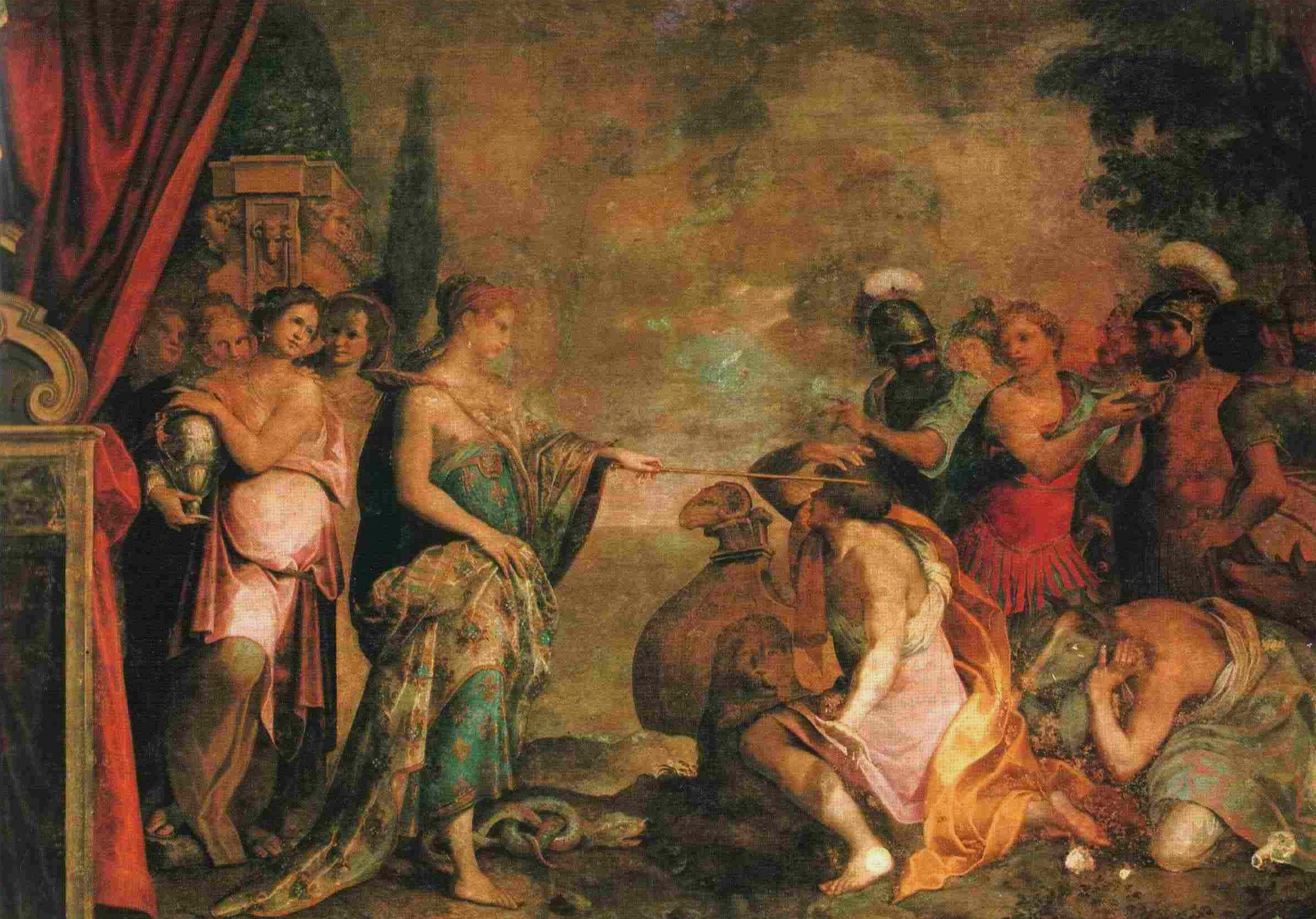
Giovan Battista Trotti, Circe ridà la forma umana ai compagni di Ulisse.